# Cryptopalpus aequabilis
Cryptopalpus aequabilis là một loài ruồi trong họ Tachinidae.